# Alberto Acosta
Alberto Federico Acosta Tabizzi (Arocena, 23 agosto 1966) è un ex calciatore argentino, di ruolo attaccante.

## Carriera

### Club
Nato ad Arocena, in Argentina, Beto Acosta entra nelle giovanili della squadra della sua città, il 9 de Julio, passando a 20 anni all'Unión de Santa Fe, squadra che lo fa debuttare in prima squadra nel 1986. Dopo il periodo nella squadra biancorossa, viene acquistato dal San Lorenzo de Almagro, società alla quale Acosta rimarrà legato per diversi periodi della sua carriera.
Nel 1990 arriva in Europa, ai francesi del Tolosa, dove però, pur giocando con continuità, segna solo 6 volte in 38 partite. Nel 1991 fa quindi ritorno in Argentina, nuovamente al San Lorenzo de Almagro, dove disputa buone stagioni in Primera División Argentina, prima di trasferirsi al Boca Juniors, dove segna 10 volte in 34 partite.
Nel 1994 Acosta passa ai cileni dell'Universidad Católica, dove segna frequentemente, 43 reti in 45 partite, mantenendosi poco sotto la media di una rete a partita. Nel 1995 gli Yokohama F. Marinos acquistano Acosta, e in Giappone el Beto segna 10 gol in 21 partite. Nel 1996 torna in Cile, e successivamente in Argentina nel San Lorenzo. Nel 1998 torna in Europa, in Portogallo, allo Sporting Lisbona, dove con i suoi gol aiuta la squadra a vincere il campionato, titolo che mancava alla società da 18 anni, risultando anche secondo miglior marcatore del torneo. Nel 2001 torna al San Lorenzo per chiudervi la carriera nel 2003.

### Nazionale
Acosta ha fatto parte della rosa dell'Argentina per la Copa América 1993 e per la Confederations Cup 1992. In totale conta 19 presenze e 2 reti con la Selección.

## Palmarès

### Club

#### Competizioni nazionali
- Coppa del Cile: 1

Universidad Católica: 1995
- Campionato cileno: 1

Universidad Católica: 1997
- Campionato portoghese: 1

Sporting CP: 1999-2000

#### Competizioni internazionali
- Coppa Interamericana: 1

Universidad Católica: 1994
- Coppa Mercosur: 1

San Lorenzo 2001
- Coppa Sudamericana: 1

San Lorenzo: 2002

### Nazionale
- Confederations Cup: 1

1992
- Coppa America: 1

1993

### Individuale
- Capocannoniere Primera División Argentina: 1

Apertura 1992 (12 gol)
- Equipo Ideal de América: 1

1992
- Capocannoniere Primera División de Chile: 1

1994 (33 gol)
- Capocannoniere Coppa del Cile: 1

1995 (10 gol)
- Capocannoniere della Coppa Libertadores: 1

1997 (11 gol)
- Calciatore cileno dell'anno: 1

1994
- Capocannoniere della Coppa di Portogallo: 1

2000-2001 (5 gol)